# Johannes Mutters
D. Johannes (Job) Mutters (né le 19 février 1889 à La Haye et mort le 8 mars 1974 à Leidschendam) est un arbitre néerlandais de football durant les années 1920. 

## Carrière d'arbitre
Mutters fait ses débuts en tant qu'arbitre international en 1920, aux côtés de Willem Eymers. Les deux arbitres représentent les Pays-Bas lors des Jeux olympiques de 1920. Mutters arbitre trois matchs de la compétition, dont la demi-finale entre la France et la Tchécoslovaquie. 
Lors de l'édition 1924 des Jeux Olympiques, qui se tient en à Paris, Mutters arbitre deux rencontres dans la compétition, dont un quart de finale et match du tour préliminaire. 
En 1928, Mutters est désigné pour arbitrer sa première finale de Jeux Olympiques. Il dirige donc la finale entre l'Argentine et l'Uruguay le 10 juin 1928. La rencontre se soldant par un match nul 1-1, la finale est rejouée trois jours plus tard. Une nouvelle fois arbitre de la rencontre, Mutters voit l'Uruguay gagner ses deuxièmes Jeux olympiques, après une victoire 2 buts à 1.
Entre 1919 et 1935, Mutters arbitre de nombreux matchs internationaux, amicaux pour la plupart, dont plusieurs rencontres de la Belgique.

### Matchs arbitrés aux Jeux Olympiques
| Edition                 | Tour                  | Date         | Domicile        | Score | Extérieur       | Averti | Carton rouge | Penalty   |
| ----------------------- | --------------------- | ------------ | --------------- | ----- | --------------- | ------ | ------------ | --------- |
| Jeux olympiques de 1920 | 1er tour              | 28 août 1920 | Grande-Bretagne | 1 - 3 | Norvège         | ?      | ?            | -         |
| Jeux olympiques de 1920 | 2e tour               | 29 août 1920 | Belgique        | 3 - 1 | Espagne         | ?      | ?            | 1 (0 - 1) |
| Jeux olympiques de 1920 | Demi-finales          | 31 août 1920 | France          | 1 - 4 | Tchécoslovaquie | ?      | ?            | -         |
| Jeux olympiques de 1924 | 1er tour              | 26 mai 1924  | Hongrie         | 5 - 0 | Pologne         | ?      | ?            | -         |
| Jeux olympiques de 1924 | 3e tour               | 2 juin 1924  | Suisse          | 2 - 1 | Italie          | ?      | ?            | -         |
| Jeux olympiques de 1928 | Consolation 1er tour  | 5 juin 1928  | Chili           | 3 - 1 | Mexique         | ?      | ?            | -         |
| Jeux olympiques de 1928 | Finale                | 10 juin 1928 | Uruguay         | 1 - 1 | Argentine       | ?      | ?            | -         |
| Jeux olympiques de 1928 | Finale (match rejoué) | 13 juin 1928 | Uruguay         | 2 - 1 | Argentine       | ?      | ?            | -         |